# Diapetimorpha acadia
Diapetimorpha acadia là một loài tò vò trong họ Ichneumonidae.